# João Vladimir
João Vladimir ou Vladímero (no alfabeto cirílico sérvio: Јован Владимир; em grego: Ἰωάννης ὁ Βλαδίμηρος; romaniz.: Iōannīs o Vladimīros; em búlgaro: Йоан Владимир/Иван Владимир; romaniz.: Yoan Vladimir/Ivan Vladimir; em albanês: Gjon Vladimiri/Joan Vladimiri; c. 990 – 22 de maio de 1016) foi o governante de Dóclea, o mais poderoso principado sérvio de seu tempo, desde por volta do ano 1000 a 1016. Governou durante a longa guerra travada entre o Império Bizantino e o Primeiro Império Búlgaro, e foi lembrado como um soberano pio, justo e pacífico. É reconhecido como um mártir e santo cristão, e seu dia onomástico é comemorado a 22 de maio.
João Vladimir tinha uma relação estreita com o Império Bizantino, porém isso não deteve o czar expansionista Samuel (r. 997–1014), que conquistou o principado por volta de 1010 e aprisionou-o. Uma crônica medieval afirma que a filha de Samuel, Cossara, teria se apaixonado por Vladimir e implorado a seu pai por sua mão; o czar então permitiu o casamento e devolveu a Dóclea a Vladimir, que a governou na condição de vassalo. Vladimir não participou dos confrontos militares travados por seu sogro, que culminaram com a derrota de Samuel pelos bizantinos em 1014, e sua posterior morte. Em 1016 Vladimir foi vítima de um golpe por parte de João Vladislau (r. 1014–1018), último governante do Primeiro Império Búlgaro; foi decapitado em frente a uma igreja na cidade de Prespa, capital do império, onde foi enterrado. Foi prontamente reconhecido como mártir e santo, e sua viúva, Cossara, o sepultou novamente na Igreja da Santa de Crajina, próximo à sua corte, no sudeste da Dóclea. Em 1381 seus restos foram preservados na Igreja de São João Vladimir, próxima a Elbasani, e desde 1995 vêm sendo mantidos na catedral ortodoxa de Tirana, na Albânia. Seus restos são considerados relíquias cristãs, e atraem muitos fiéis, especialmente em seu dia onomástico, quando as relíquias são levadas a uma igreja nas proximidades de Elbasani para comemorações.
A cruz que Vladimir tinha em suas mãos quando foi decapitado também é guardada como uma relíquia, tradicionalmente mantida sob os cuidados da família Andrović, na vila de Velji Mikulići, no sudeste de Montenegro. A cruz só é mostrada aos fiéis na Festa de Pentecostes, quando é carregada numa procissão até o topo do Monte Rumia. João Vladimir é tido como o primeiro santo sérvio, e padroeiro da cidade de Bar, em Montenegro. Sua primeira hagiografia, já perdida, provavelmente foi escrita entre 1075 e 1089; uma versão reduzida, escrita em latim, foi conservada na Crônica do Padre da Dóclea. Suas hagiografias em grego e eslavônico eclesiástico foram publicadas pela primeira vez, respectivamente, em 1690 e 1802. O santo tradicionalmente é representado em ícones como um monarca, trajando roupas reais e uma coroa, empunhando uma cruz em sua mão direita e sua própria cabeça na mão esquerda; diversas lendas contam que ele teria carregado sua própria cabeça até o local onde foi sepultado.

## Biografia

Dóclea ca. 1000, fazendo fronteira com a Travúnia a noroeste, a Ráscia a norte, e com o Império Búlgaro a leste. A sudeste fazia fronteira com o tema bizantino de Dirráquio, avançando pela costa sudeste do Mar Adriático

A Dóclea foi um antigo principado medieval sérvio cujas fronteiras coincidiam, em grande parte, com as do atual Montenegro. O estado conquistou grande poder após a fragmentação da Sérvia que se seguiu à morte de seu governante, o príncipe Tzéstlabo (r. 927–960), por volta de 943. Embora não se saiba ao certo a extensão da Sérvia de Tzéstlabo, sabe-se que em suas fronteiras estavam a região da Ráscia (atualmente parte da Sérvia central) e da Bósnia. Ráscia passou posteriormente para o controle político de Dóclea, juntamente com os principados vizinhos da Travúnia e Zaclúmia (nas atuais Herzegovina e sul da Dalmácia). Os bizantinos costumavam se referir com frequência à Dóclea como Sérvia.
Por volta do ano 1000 Vladimir, ainda um garoto, sucedeu a seu pai, Petrislau, no poder na Dóclea. Petrislau é visto como o primeiro governante da Dóclea cuja existência pode ser confirmada por fontes históricas primárias, o que também indica que ele mantinha relações próximas com o Império Bizantino. O principado consistia de duas províncias: Zenta, ao sul, e Podgória, no norte. Uma tradição local conta que a corte de Vladimir se situava num pequeno morro chamado Cralicha, na vila de Costanica, próxima ao Lago Escodra, na região da Crajina, sudeste de Montenegro. Nas proximidades de Cralicha se encontram as ruínas da Igreja da Santa de Crajina (dedicada à Teótoco), que já existia na época de Vladimir. De acordo com Daniele Farlati, historiador eclesiástico italiano do século XVIII, a corte e a residência dos governantes sérvios já teria sido Crajina.
O reinado de Vladimir foi narrado no capítulo 36 da Crônica do Padre da Dóclea, completada entre 1299 e 1301; Os capítulos 34 e 35 lidam com seu pai e tios. Estes três capítulos da crônica provavelmente foram baseados numa biografia já perdida de Vladimir, escrita na Dóclea em algum ponto entre 1075 e 1089. Tanto o cronista quanto o historiador bizantino João Escilitzes, do século XI, descreveram Vladimir como um soberano sábio, pio, justo e pacífico.
O período em que esteve no poder coincidiu com uma longa guerra travada entre o imperador bizantino Basílio II Bulgaróctono (r. 976–1025) e o governante do Primeiro Império Búlgaro, o czar Samuel (r. 980–1014). Basílio pode ter pedido ajuda a outros monarcas dos Bálcãs para sua luta contra Samuel, e intensificou os contatos diplomáticos com a Dóclea para este propósito. Uma missão diplomática sérvia, provavelmente enviada a partir da Dóclea, chegou na capital bizantina, Constantinopla, em 992, fato que foi registrado numa carta oficial no Mosteiro da Grande Lavra, escrita em 993.
Em 1004 ou 1005, o imperador Basílio recuperou de Samuel a cidade de Dirráquio, principal baluarte na costa do Mar Adriático, ao sul da Dóclea. A partir de 1005, Basílio também passou a controlar o litoral a norte e sul da cidade, partes do tema bizantino de Dirráquio. O Império Bizantino conseguiu assim estabelecer um contato territorial com a Dóclea do príncipe Vladimir, que por sua vez estava ligada ao Tema da Dalmácia, que consistia das cidades na costa adriática a noroeste da Dóclea. A República de Veneza, aliada de Bizâncio, interveio militarmente na Dalmácia no ano 1000, visando proteger as cidades dos ataques dos croatas e narentinos. O domínio veneziano sobre a Dalmácia em favor de Basílio foi confirmado pelo imperador em 1004 ou 1005. Svetislav Surinja, aliado de Veneza, foi coroado rei croata. Veneza, as cidades dálmatas, a Croácia e a Dóclea de Vladimir se alinharam então num bloco compacto, pró-bizantino, ligado a Bizâncio através de Dirráquio.

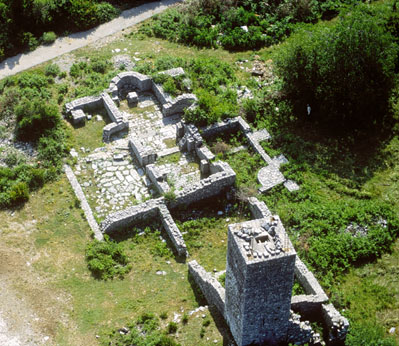
Restos da Igreja da Mais Pura Teótoco, em Crajina, popularmente chamada de Igreja da Santa de Crajina, que se situava nas proximidades da corte de Vladimir

As relações próximas com o Império Bizantino, no entanto, não ajudaram o príncipe Vladimir. Samuel atacou a Dóclea em 1009 ou 1010, como parte de sua campanha, que visava fragmentar este bloco pró-bizantino, que lhe representava uma ameaça. Vladimir recuou com seu exército e boa parte de seus súditos para uma fortaleza, sobre um monte chamado Oblik, próximo à extremidade sudeste do Lago Escodra. De acordo com a Crônica do Padre da Dóclea, lá ele teria realizado um milagre: o monte estava infestado por serpentes venenosas, porém após ele oferecer uma oração ao Senhor, suas mordidas se tornaram inofensivas.
Parte do exército de Samuel sitiou o monte, e o restante atacou a cidade costeira vizinha de Ulcinj, que fazia parte do sistema de fortificações do Tema de Dirráquio. Vladimir acabou por se render, uma decisão que a Crônica atribuiu a seu desejo de salvar seu povo da fome e da espada. Foi enviado para uma prisão na capital de Samuel, em Prespa, no oeste da Macedônia. Após fracassar na conquista de Ulcinj, que foi defendida com homens e mantimentos enviados pelo mar das outras cidades dálmatas, o czar enviou suas tropas para a Dalmácia; lá, ele incendiou as cidades de Cotor e Dubrovnique, devastando toda a região até Zadar, no noroeste. Retornou então à Bulgária passando pelas regiões da Bósnia e Ráscia. Uma consequência desta campanha foi a ocupação búlgara da Dóclea, Travúnia, Zaclúmia, Bósnia e Ráscia; o poder veneziano e, indiretamente, bizantino na Dalmácia foi enfraquecido. Samuel conseguiu assim seu intento, rompendo com o bloco pró-bizantino.
A Crônica afirma que, enquanto Vladimir definhava na prisão de Prespa, orando dia e noite, um anjo do Senhor teria aparecido a ele e previsto que ele seria libertado brevemente, porém que sofreria a morte de um mártir. Seu destino no cativeiro foi descrito numa história romântica que envolve ele e Cossara, a filha do czar Samuel. Esta, segundo a crônica, é a descrição de como eles teriam se conhecido:
"Ocorreu que a filha de Samuel, Cossara, animada e inspirada por uma alma beatífica, procurou seu pai e implorou-lhe para descer à prisão com suas criadas e lavar a cabeça e os pés dos prisioneiros acorrentados. Seu pai concedeu-lhe o desejo, e ela pôde descer e realizar sua boa obra. Ao perceber Vladimir entre os prisioneiros, ela ficou fascinada por sua bela aparência, sua humildade, gentileza e modéstia, e pelo fato de que ele estava repleto da sabedoria e do conhecimento do Senhor. Parou então para falar com ele, e sua fala lhe pareceu mais doce que o mel e o favo."
Cossara implorou então a seu pai que lhe permitisse casar-se com Vladimir, e o czar consentiu, restaurando seu genro ao trono da Dóclea. Na realidade, este casamento provavelmente foi resultado de uma avaliação política de Samuel; ele pode ter decidido que Vladimir seria um vassalo mais leal se estivesse casado com sua filha. Resolvida assim a questão da Dóclea, Samuel pôde concentrar mais tropas na Macedônia e na Tessália, principal epicentro de seu conflito com Bizâncio. A Crônica afirma que o czar teria dado a Vladimir todo o território do Dirráquio; na realidade, no entanto, o príncipe, pode ter recebido a parte norte deste território, que estava parcialmente sob o domínio de Samuel. Um breve comentário sobre Vladimir na obra de João Escilitzes parece indicar que o príncipe também teria recebido territórios na Ráscia. Seu tio paterno, Dragomiro, governante da Travúnia e da Zaclúmia, e que havia recuado diante das tropas de Samuel, recebeu de volta suas terras, sob a condição de vassalagem.
A partir de então, segundo narra a crônica, "Vladimir viveu com sua esposa Cossara em toda a santidade e castidade, adorando a Deus e O servindo noite e dia, e ele governou as pessoas que lhe foram confiadas de uma maneira justa e temente a Deus." Não existem indícios de que Vladimir teria participado de qualquer um dos esforços de guerra de seu sogro. Estas guerras culminaram com a derrota desastrosa de Samuel em face dos bizantinos, em 1014 e, no mesmo ano, em 6 de outubro, sua morte após um ataque cardíaco. Ele foi sucedido pelo filho, Gabriel Radomir, cujo reinado foi curto: seu primo, João Vladislau, o matou no ano seguinte e tomou-lhe o trono. Vladislau enviou mensageiros a Vladimir exigindo sua presença em Prespa, porém Cossara aconselhou-o a não ir, e foi em seu lugar. Vladislau a recebeu com as devidas honras, e insistiu que Vladimir viesse também, enviando-lhe uma cruz de ouro como amostra de salvo-conduto. A Crônica transcreve a resposta do príncipe:
"Acreditamos que nosso Senhor Jesus Cristo, que morreu por nós, não foi pregado a uma cruz de ouro, mas sim a uma cruz de madeira. Portanto, se sua fé e suas palavras são verdadeiras, me envie uma cruz de madeira nas mãos de homens religiosos; e então eu, de acordo com a crença e a convicção do Senhor Jesus Cristo, terei fé na cruz que dá vida e na madeira sagrada, e irei."
Dois bispos e um eremita foram enviados então a Vladimir, levando-lhe uma cruz de madeira, e confirmaram que o czar havia feito uma promessa de fé sobre ela. Vladimir beijou a cruz e apertou-a contra seu peito, juntou um grupo de seguidores, e partiu para Prespa. Ao chegar, em 22 de maio de 1016, entrou numa igreja para rezar; quando saía dela, foi golpeado pelos soldados de Vladislau e decapitado. De acordo com Escilitzes, Vladimir acreditou na palavra de Vladislau, reportada a ele pelo arcebispo búlgaro Davi; deixou-se então cair nas mãos de Vladislau, e foi executado. A motivação por trás do assassinato não é clara. Após a derrota de Samuel, em 1014, os búlgaros vinham perdendo batalha atrás de batalha, e Vladislau provavelmente suspeitava ou havia sido informado que Vladimir planejava restaurar a aliança da Dóclea com o Império Bizantino. Esta aliança seria particularmente incômoda para o czar Vladislau, devido à proximidade da Dóclea com Dirráquio, um dos principais alvos dos esforços de guerra do czar.
No início de 1018 Vladislau liderou um ataque mal-sucedido contra Dirráquio, e acabou por morrer durante o sítio da cidade. A Crônica assegura que Vladimir teria aparecido diante de Vladislau enquanto este jantava, em seu acampamento nos arredores de Dirráquio, e o teria matado enquanto ele gritava por socorro. No mesmo ano, o exército bizantino comandado pelo imperador Basílio deu fim ao Primeiro Império Búlgaro. Como Vladimir e Cossara não tinham filhos, seu sucessor foi seu tio, Dragomiro, soberano da Travúnia e da Zaclúmia. Acompanhado por seus soldados, Dragomiro dirigiu-se à Dóclea para se coroar soberano local, provavelmente na primeira metade de 1018. Ao chegar em Cotor, os habitantes da cidade fizeram uma emboscada e o mataram, após convidá-lo para um banquete; seus soldados retornaram à Travúnia. A Dóclea deixou então de ser mencionada nas fontes até a década de 1030. Alguns estudiosos acreditam que ela passou a ser governada diretamente pelos bizantinos por volta de 1018, enquanto outros acreditam que ela teria permanecido com o status de estado vassalo de Bizâncio, sob algum governante nativo cujo nome não é conhecido.